# João Monteiro de Castro
João Monteiro de Castro (São Tomé, 1887 – Lisboa, 1955), também conhecido como João de Castro, foi um político, advogado, escritor e jornalista português, de ascendência são-tomense. Reconhecido pelo seu trabalho como activista pelo sufrágio universal e pela reivindicação de direitos para o povo africano em Portugal e nas colónias, foi também deputado durante a Primeira República, tornando-se no primeiro representante afro-descendente a ocupar um lugar na Assembleia da República, assim como foi fundador e interveniente de alguns dos mais influentes movimentos pan-africanistas em Portugal, como a Junta de Defesa dos Direitos de África, o Partido Nacional Africano ou o Movimento Nacionalista Africano, ou ainda redactor e dirigente de várias publicações periódicas, como a Voz d'África, Tribuna d'África e África.

## Biografia
Nascido em 1887, na cidade de São Tomé, no seio de uma família de classe média em ascensão e com fortes convicções políticas, João Monteiro de Castro era filho de José Monteiro de Castro, guarda-livros no Banco Nacional Ultramarino e proprietário de fazendas e de outros pequenos empreendimentos em São Tomé e Príncipe, sendo ainda irmão de Heliodoro e de Arthur Monteiro de Castro, ambos activistas, políticos, socialistas e pan-africanistas com um importante legado na luta pelos direitos dos indígenas africanos nas colónias portuguesas, para além de membros das duas primeiras associações estudantis de apoio aos estudantes africanos em Portugal, a "Associação dos Estudantes Negros" e a "Liga Académica Internacional dos Negros" (1911).
Bastante jovem, devido ao sucesso dos negócios de seus pais, viajou com dois irmãos e duas irmãs para Portugal, fixando residência em Lisboa, onde completou os seus estudos liceais. Anos mais tarde, ingressou em Direito da Universidade de Coimbra, sem no entanto concluir o curso. Apesar deste facto, chegou a exercer advocacia por algum tempo e costumava ser referido como doutor. Por esta ocasião, começou também a conviver maioritariamente com estudantes universitários provenientes das colónias africanas, deparando-se com vários casos de discriminação racial. Decidido a denunciar os casos de injustiça e violência, gerados pelo preconceito racial existente na sociedade portuguesa, João de Castro começou a frequentar e participar activamente em tertúlias e outros espaços de discussão política, movimentos associativos de apoio aos estudantes e redacções estudantis, despertando o seu interesse pelo jornalismo e activismo social e político.
Após a Implantação da Republica, João de Castro deixou Coimbra e fixou residência com os seus irmãos numa casa na rua Filipe Folque, em Lisboa, aderiu ao Partido Socialista Português e conviveu com várias personalidades do mundo da política e do jornalismo português, como os médicos e activistas José de Magalhães e Ayres de Menezes, o advogado António Borja Santos, o escritor Mário Domingues, ou ainda os jornalistas e redactores Amâncio da Silva Ribeiro, Nicolau dos Santos Pinto e Lino de Sousa Bayão, entre muitos outros.
Em 1912, juntamente com José de Magalhães, o activista fundou a Junta de Defesa dos Direitos de África (JDDA), uma organização de carácter político e social, que ambicionava federar as províncias da África portuguesa por meio de um regime de autonomia, revogar todas as leis de excepção, terminar com a segregação racial e o tratamento diferenciado entre os cidadãos indígenas e os colonos portugueses em Angola, Moçambique, Guiné-Bissau, Cabo Verde e São Tomé e Príncipe, e zelar pelo cumprimento dos direitos civis e humanos nas vidas dos cidadãos africanos em Portugal, entre muitas outras reivindicações. Contudo, um ano após a sua fundação, começaram a surgir crispações dentro do movimento, sendo publicado em vários órgãos noticiosos o ambiente conflituoso entre os apoiantes de José de Magalhães, presidente da associação, e de João de Castro, que ocupava o cargo de secretário-geral e dirigente do periódico oficial da associação, A Voz d'África. Pouco tempo depois, João de Castro fundou outro periódico como órgão oficial de comunicação do movimento, intitulado A Tribuna D’África, acentuando as divergências na Junta de Defesa dos Direitos de África. Esta disputa pelo poder ou controlo da federação e dos seus órgãos de imprensa, prolongou-se durante vários anos, envolvendo ataques caluniosos na imprensa, agressões físicas na via pública e até incidentes com insultos racistas, sendo João de Castro bastante criticado pela Liga Angolana, que pertencia à federação, pelo episódio em que expulsou Nicolau dos Santos Pinto de uma reunião, após proferir que «todos os mulatos eram malandros», demonstrando assim uma nítida divisão nos valores do movimento. Com ambos dirigentes a tomar partido de diferentes vertentes ideológicas, nomeadamente entre o reformismo proferido pelo activista da justiça social e racial norte-americano William Edward Burghardt Du Bois e o radicalismo ou nacionalismo negro divulgado pelo activista e jornalista afro-jamaicano Marcus Mosiah Garvey, este clima de agressão entre os principais dirigentes gerou o fim da organização, tornando-se no catalisador dos dois movimentos mais emblemáticos da geração pan-africanista do século XX em Portugal, tendo José de Magalhães fundado a Liga Africana entre 1919 e 1920 e João de Castro o Partido Nacional Africano (PNA) em 1921.
Em 1918, João de Castro foi eleito deputado, em representação de São Tomé e Príncipe, tornando-se no primeiro deputado negro com lugar na Assembleia da República. Este evento histórico não decorreu, no entanto, sem incidentes, sendo a eleição contestada, sem sucesso, pelo candidato e adversário político Carlos Frederico de Sousa e Almeida.
Em 1921, fruto do cessar de actividade da Junta de Defesa dos Direitos de África, João de Castro realizou em Lisboa, uma reunião, baptizada com o nome de Primeira Convenção dos Povos Africanos, onde fundou o Partido Nacional Africano (PNA), uma organização política pan-africanista, ligada à Associação Universal para o Progresso Negro (Universal Negro Improvement Association) de Marcus Garvey, que inicialmente denunciava casos de trabalho forçado, práticas escravistas, servidão sexual, crimes de ódio e outras ameaças aos direitos dos africanos no seu periódico oficial África.
Nos anos que se seguiram, as polémicas envolvendo as duas organizações pan-africanistas continuaram, existindo várias acusações em vários artigos publicados, como na publicação O Protesto Indígena, do periódico são-tomense Liberdade, onde José de Magalhães e Nicolau dos Santos Pinto eram acusados de serem «falsos amigos do povo africano» ou ainda um mero instrumento das «castas interessadas na exploração e escravização das raças indígenas», após ambos terem participado em alguns dos mais importantes eventos internacionais pan-africanistas à época, nomeadamente nos congressos e sessões em Bruxelas e Paris e no II Congresso Pan-africano em Londres.
Com o acentuar da instabilidade política durante a Primeira República, fruto de vários golpes militares e de um intenso clima de repressão política e censura nos meios de comunicação, o discurso radical de João de Castro começou a tornar-se mais moderado, enquanto formulava ideais sobre a emancipação dos africanos e a causa independentista, sem no entanto referir slogans como «África para os africanos» ou apelar ao fim do colonialismo português. Com o decorrer dos anos, esse discurso chegou mesmo a se tornar conservador e até por vezes derrotista, chegando o partido, a que presidia, a defender Portugal na Sociedade das Nações sobre a acusação de trabalho forçado. Anos mais tarde, já em meados da década de 30, durante o Estado Novo, João de Castro reformulou novamente o seu discurso, tornando-se este cada vez mais resignado e até de teor nacionalista, militando «pela causa africana adentro da Nação portuguesa».
Após quase duas décadas de constantes ataques e de uma intensa animosidade, em 1931, José de Magalhães e João de Castro reconciliaram-se, sendo o activista de ascendência angolana convidado para exercer o cargo de presidente honorário no novo Conselho Nacional do Movimento Nacionalista Africano (MNA), criado então por João de Castro como forma de unificar as várias associações negras existentes em Portugal, «a favor da união dos africanos de Lisboa, de toda a África, de todos os portugueses e pela democracia». Posteriormente este movimento influenciaria várias personalidades da causa independentista das colónias em África.
Faleceu em 1955, em Lisboa.